# Henry Louis Vivian Derozio
Henry Louis Vivian Derozio (18 de abril de 1809 - 26 de diciembre de 1831) fue un profesor y poeta indio ateo. Como lectorado en el Presidency College de Calcuta (hindú), animó a un gran grupo de estudiantes a ejercer el librepensamiento. Este grupo, más tarde conocido como Young Bengal jugó un papel fundamental en el llamado Renacimiento bengalí.
Derozio era considerado por quienes le rodeaban, anglo-indio con ascendencia portuguesa, pero estaba imbuido de un fiero espíritu patriótico por su Bengala natal, sintiéndose indio. En su poema To India My Native Land escribe:

My Country! In the days of Glory Past

A beauteous halo circled round thy brow

And worshiped as deity thou wast, 

Where is that Glory, where is that reverence now?

## Influencia
Sus ideas tuvieron una profunda influencia social en el movimiento llamado Renacimiento bengalí a principios del siglo XIX en Bengala. A pesar de ser visto como un iconoclasta por figuras como Alexander Duff y otros misionarios evangélicos, la Asamblea General del Scottish Church College, en Calcuta, aceptó sus ideas de espíritu racional mientras no confrontaran con elementos básicos del cristianismo ni  criticara el hinduismo ortodoxo.
Derozio era ateo y sus valores e ideas fueron responsables de la conversión de hindúes de castas superiores como Krishna Mohan Banerjee y Lal Behari Dey al cristianismo. Otros estudiantes como Tarachand Chakraborti fueron líderes del Brahmo Samaj.

### Libros
- Ramtanu Lahiri O Tatkalin Banga Samaj en bengalí, por Sivanath Sastri.
- Sansad Bangali Charitabhidhan (Diccionario biográfico) en bengalí editado por Subodh Chandra Sengupta y Anjali Bose